# Paradise Garage

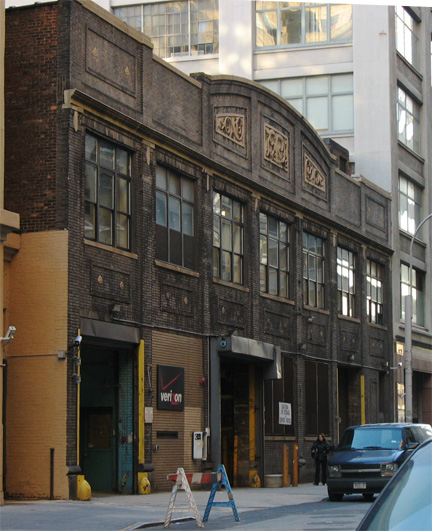
La vecchia sede del Paradise Garage, al n.84 di King Street

Il Paradise Garage è stato un disco club newyorkese, aperto nel settembre 1977 e chiuso definitivamente nel settembre 1987. La sede era al n.84 di King Street.
Il Paradise Garage è stata una delle discoteche più influenti nella storia della disco music, a cavallo tra gli anni settanta e ottanta.

## Storia
Conosciuto anche come The Garage, il club fu fondato da Michael Brody nel 1976. Deve il suo nome all'originale destinazione d'uso dell'edificio: proprio un garage. Il locale infatti era situato al secondo piano di un garage per parcheggio, di proprietà della Bell Atlantic Telephones. Prima della nascita del Garage, nello stesso luogo aprì nel 1975, per un breve periodo, un live club chiamato Chameleon.
Il Garage aprì nel settembre 1977, quando il locale stesso ancora era in fase di costruzione e perfezionamento; nei mesi iniziali il nome era The 84 King Street Garage, e le serate ed i parties erano eventi ancora occasionali. Divenne definitivamente Paradise Garage dal giorno dell'apertura ufficiale, il 17 febbraio 1978. Gli eventi organizzati al Garage non erano aperti al pubblico ma vi si poteva partecipare esclusivamente se membri del club. Il modello al quale si ispirava il Garage era quello dei Loft parties organizzati da David Mancuso: non venivano serviti alcolici, non veniva venduto alcun tipo di cibo e ingresso riservato ai membri. Nel bar centrale veniva servito solo succo d'arancia dentro delle grandi ampolle.
Rapidamente il Paradise Garage acquisì un'importanza fondamentale per il mondo della disco music ed inoltre il locale divenne punto di riferimento del mondo culturale gay newyorkese: inizialmente infatti i membri erano quasi esclusivamente gay; tuttavia con il passare del tempo e con il crescente successo, il Garage si aprì al mondo etero ed alle culture più eterogenee. Il Paradise Garage, insieme con il Warehouse di Chicago, fu infatti il primo locale a rompere le rigide regole della discriminazione razziale e stilistica.
Il Garage divenne subito la base del leggendario dj Larry Levan, inventore del genere garage house; genere che deve il nome proprio al Paradise Garage. Strettamente connessa al Garage fu la West End Records, etichetta discografica principalmente di disco music di proprietà' di Mel Cheren. Il sound system del Garage, considerato tra i migliori mai realizzati, fu progettato dalla "Richard Long and Associates".
Il Paradise Garage cessò la propria attività il 26 settembre 1987. L'edificio è stato poi di proprietà della Verizon Communications,  alla fine del 2017 viene demolito completamente.

## Artisti
La lista degli artisti che si sono esibiti al Garage è vastissima. Oltre al dj resident Larry Levan, tutti i principali esponenti della disco music degli anni settanta e ottanta sono passati dal Garage. Proprio qui Madonna girò il video della sua prima canzone, Everybody. Si esibirono qui persino artisti come i Clash ed i Police. Al Garage muove i suoi primi passi anche David Morales. Ecco una sintetica lista degli artisti più noti, oltre a quelli già citati, presenti al Paradise Garage:
- Gwen Guthrie
- Loleatta Holloway
- Grace Jones
- Company B
- Taana Gardner
- Frankie Knuckles
- Kenneth Carpenter
- Todd Terry
- Sylvester James
- Patti LaBelle
- Chaka Khan
- Karen Young
- Colonel Abrams
- D. Train
- Konk
- The System
- Peter Brown
- Liz Torres
- Tim Curry
- Dan Hartman
- Phyllis Hyman
- Amanda Lear
- First Choice
- Natalie Cole
- The Weather Girls
- Betty Wright
- Miquel Brown
- Peech Boys
- Bonnie Pointer
- Jocelyn Brown
- Stacey Q.
- Claudja Barry
- François Kevorkian
- Sharon Redd
- Nu Shooz
- France Joli
- Lime
- New Order
- Pattie Brooks
- Jennifer Holliday
- Evelyn Thomas
- Gary's Gang
- Keith Haring
- Central Line

### Documentari
- Maestro, regia di Josell Ramos (2003) - documentario
- In arrivo il documentario su Larry Levan e il Paradise Garage, su parkettchannel.it. URL consultato il 7 dicembre 2019. documentario di Corrado Rizza (2019)